# Rafflesia horsfieldii
Rafflesia horsfieldii là một loài thực vật có hoa trong họ Rafflesiaceae. Loài này được R.Br. miêu tả khoa học đầu tiên năm 1821.